# Poecilmitis atlantica
Poecilmitis atlantica är en fjärilsart som beskrevs av Dickson 1966. Poecilmitis atlantica ingår i släktet Poecilmitis och familjen juvelvingar. Inga underarter finns listade i Catalogue of Life.